# Eyjafjallajökull
|  | No s'ha de confondre amb Eyjafjalla. |

Eyjafjallajökull ( escoltar (?·pàg.)) alfabet fonètic internacional: [ˈɛɪjaˌfjatlaˌjœːkʏtl̥] és la cinquena glacera més gran d'Islàndia. És al nord de la regió de Skógar i a l'oest d'una glacera de major mida Mýrdalsjökull.
La capa de glaç de la glacera cobreix el volcà Eyjafjalla de 1.666 m d'altura, que ha entrat en erupció amb una freqüència relativa des de l'Època glacial. El cràter del volcà té un diàmetre d'entre 3 i 4 quilòmetres i la glacera cobreix una àrea d'uns 100 km².
La penúltima erupció del volcà Eyjafjalla va ser de 1821 a 1823 i causà un fatal desplaçament de la glacera. La més recent és l'erupció del 2010 que començà el 14 d'abril i obligà 700 persones que habitaven prop de la zona a evacuar. Així mateix, el núvol de cendres emès pel volcà va obligar a tallar el trànsit aeri en gran part d'Europa.

## Geografia

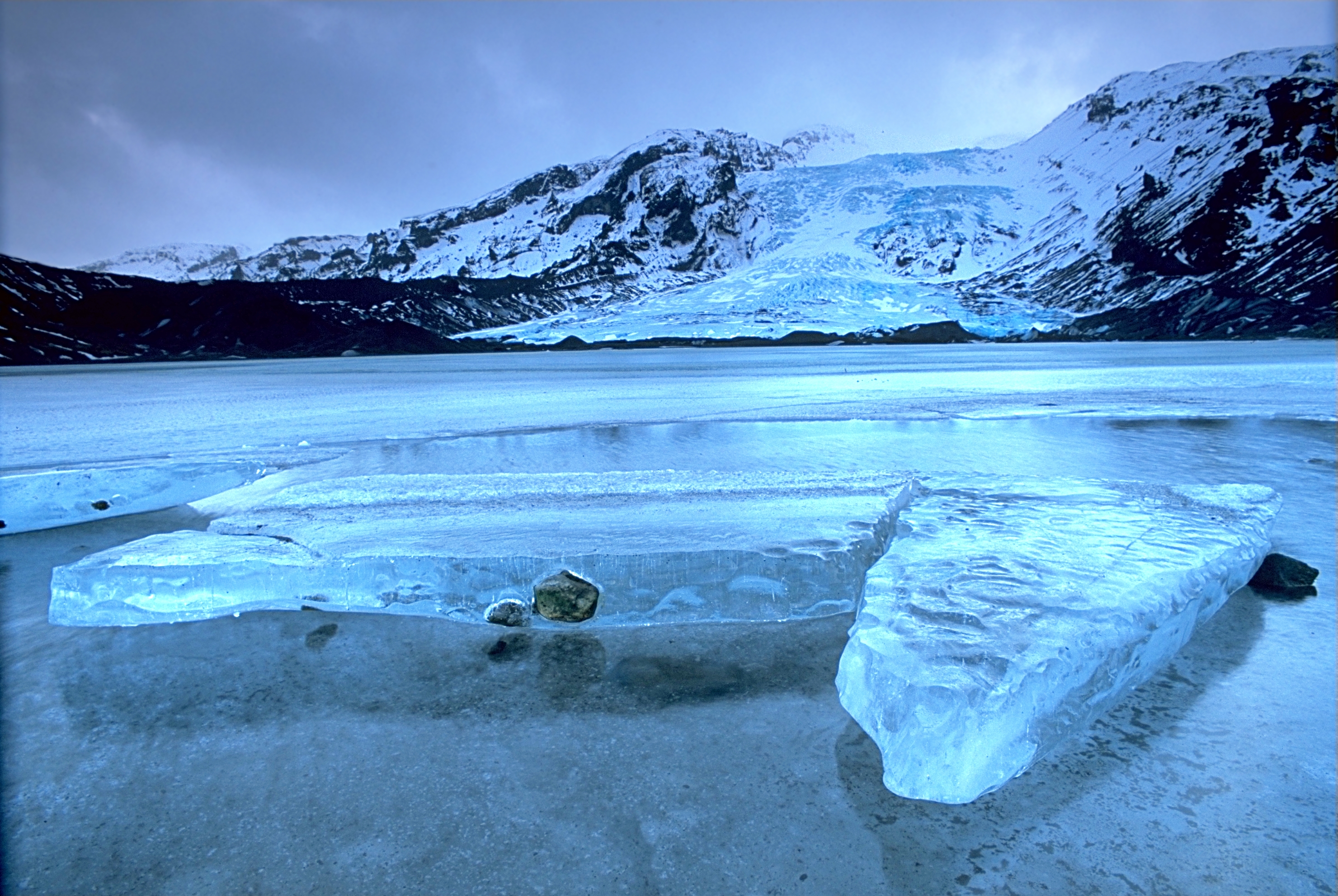
La llengua glacial del Gígujökull.

### Topografia
L'Eyjafjallajökull és entre la vall de Þórsmörk al nord i la costa de l'oceà Atlàntic al sud. El cim de la glacera és marcat per una profunda depressió corresponent al contorn de la caldera de dos quilòmetres i mig de diàmetre. El cim pròpiament dit, anomenat Hámundur i de 1.666 metres d'altitud, essent un dels cims més alts d'Islàndia, és una excrescència del rivet del cràter. D'altres cims secundaris anomenats Guðnasteinn es reparteixen igualment sobre la vora.

### Geologia
L'Eyjafjalla és un estratovolcà d'aproximadament 700.000 anys. Sembla haver estat poc actiu, havent conegut erupcions al voltant dels anys 550, 1612, de 1821 a 1823 i 2010. L'erupció de 1612 sembla haver estat comuna amb l'erupció del volcà veí Katla. L'erupció de 1821-1823 acaba quan Katla entra en erupció al seu torn. Això fa pensar a certs vulcanòlegs que els dos sistemes estan «mecànicament» vinculats. El volcà entrà de nou en erupció el 20 de març de 2010 després d'una crisi sísmica i, de nou, el 14 d'abril de 2010 amb una intensitat de 10 a 20 vegades més intensa que al març.

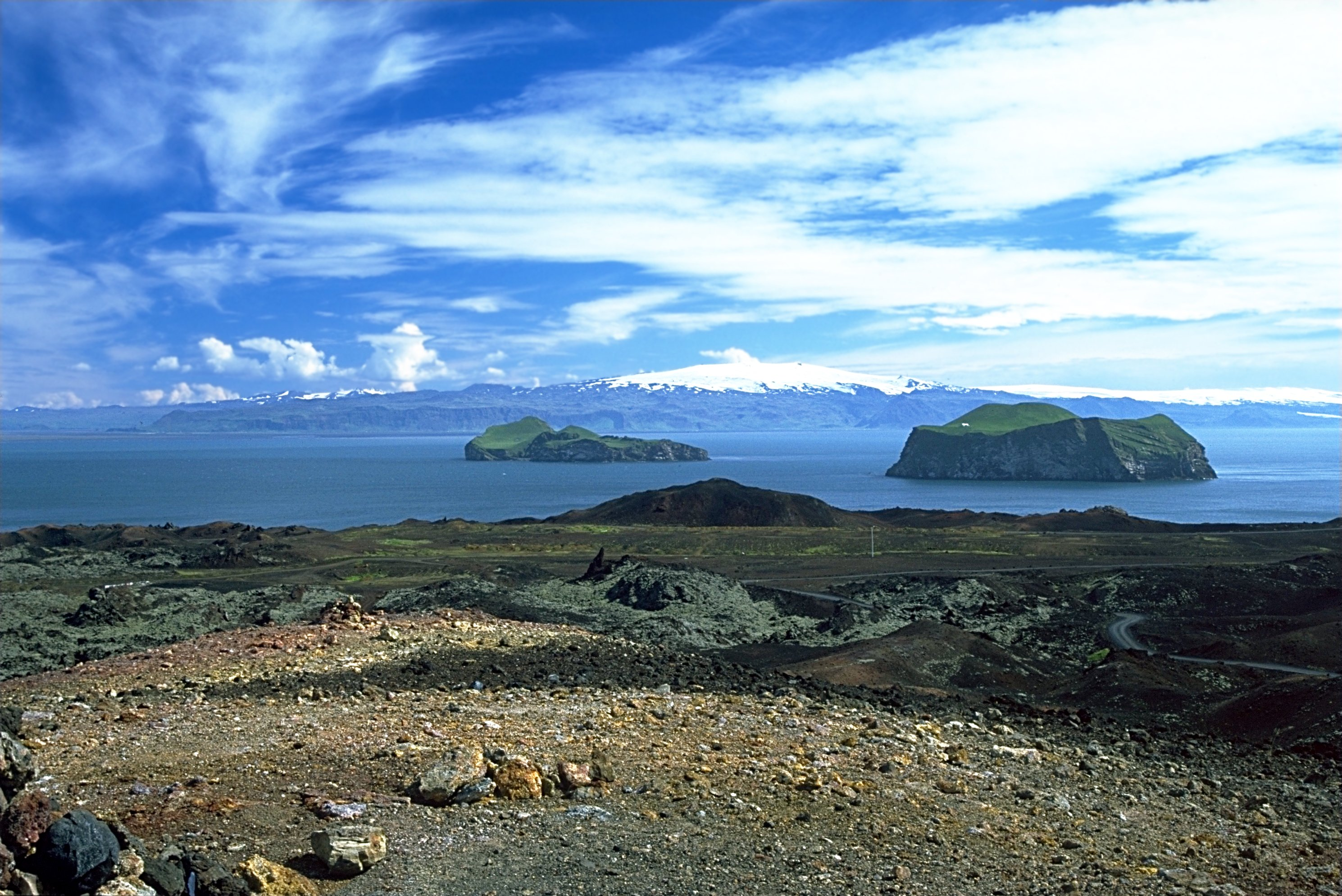
Eyjafjallajökull a l'estiu, vista des de Vestmannaeyjar

### Hidrologia
Sobre el flanc Nord de la capa de glaç, les glaceres de Steinsholtsjökull i Gígujökull s'individualitzen de la capa de glaç per baixar fins a la vall de Þórsmörk. La llengua glacial de Gígujökull, en català «la glacera del cràter», recorre un desnivell de 1.400 metres des del cràter abocant al nord; és notablement visible des de la carretera que porta a la vall de Þórsmörk.
La fosa de les aigües de l'Eyjafjallajökull alimenta nombrosos rius que baixen els flancs escarpats del volcà tallant-hi per indrets de profunds canyons, com ara Stakkholtsgjá, ben conegut pels excursionistes.
Gran nombre de turistes venen atrets per les nombroses cascades, entre les quals podem citar Seljalandsfoss, de 65 metres d'alt, o Skógafoss, de 62 metres d'alt, que rep també les aigües de la capa de glaç veïna del Mýrdalsjökull.

## Erupció del 2010

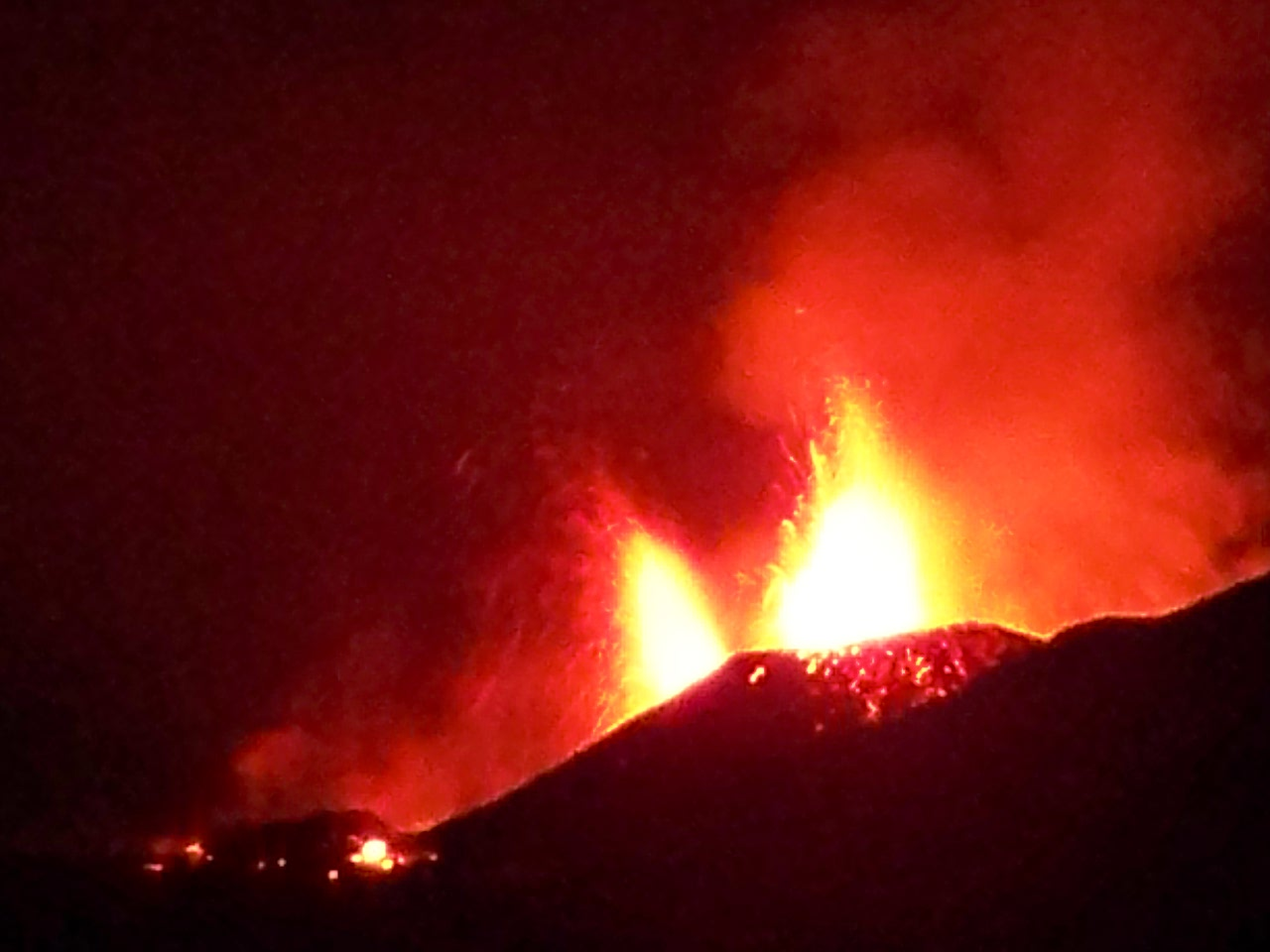
Erupció del 25 de març del 2010

Cap al Nadal de 2009, es va detectar activitat sísmica en la zona del volcà, amb milers de petits terratrèmols la majoria d'una magnitud d'entre 1 i 2 en l'escala de Richter però amb una parell de terratrèmols a l'escala 3. El 26 de febrer de 2010, es va enregistrar una activitat sísmica en ràpida expansió que va evidenciar la presència de magma en moviment dins el volcà. Del 3 al 5 de març es van mesurar 3.000 terratrèmols en l'epicentre del volcà.
El 14 d'abril, després d'una breu pausa, va tornar a entrar en erupció tot provocant la fusió de part de la glacera fet que, al seu torn, provocà inundacions fent necessària l'evacuació de centenars de persones. Aquesta explosió fou de naturalesa explosiva i emeté un núvol de cendres que s'estengué fins a les illes Britàniques i el nord d'Europa i que causà el tancament de l'espai aeri en força països preveient possibles problemes en els motors dels avions.

## Eyjafjöll
Aquest nom normalment descriu les petites muntanyes que formen el peu del volcà. La població i museu de Skógar és també part de la regió "undir Eyjafjöllum" (sota les muntanyes de l'Eyjafjöll).